# 蘭道夫號航空母艦
蘭道夫號航空母艦（USS Randolph CV-15）是一艘隸屬於美國海軍的航空母艦，為艾塞克斯級航空母艦的七號艦，在非官方上亦是長艦體艾塞克斯級的二號艦。她是美軍第二艘以蘭道夫為名的軍艦，以紀念第一屆大陸會議主席佩頓·蘭道夫（Peyton Randolph）。艦上水兵亦以此暱稱蘭道夫號為蘭迪（Randy）。
蘭道夫號在1943年開始建造，並在1944年下水服役，於1945年初參與太平洋戰爭。戰後蘭道夫號退役停放，在韓戰爆發後進行SCB-27A現代化改建，並在期間重編為攻擊航母（CVA-15）。改建完成後蘭道夫號重返現役，其時韓戰已將近停火。稍後蘭道夫號留在大西洋艦隊，再進行SCB-125改建，增設斜角飛行甲板，並在古巴導彈危機期間封鎖古巴。服役期間，蘭道夫號亦曾兩次回收水星計劃的指揮艙。
蘭道夫號在1969年退役，於1973年除籍，最終在1975年出售拆解。

## 建造與早年服役
蘭道夫號在1943年5月10日在紐波特紐斯造船廠開始建造，並在1944年6月28日下水，於10月9日正式服役。稍後蘭道夫號到諾福克海軍基地裝載軍資，並進行消磁。11月5日，蘭道夫號到切薩皮克灣試航，但因風暴吹襲當地，19日蘭道夫號變返回諾福克。22日蘭道夫號搭載第87航空團，與服役不久的香格里拉號一同到加勒比海試航，於28日到西班牙港停泊。稍後蘭道夫號等開始在海上作嚴密飛行及防空演練。
12月17日，海軍命正在試航的蘭道夫號即時前往太平洋戰區，取消往製造廠的最終檢修。蘭道夫號即時往西前進，沿途繼續進行密集訓練，於20日經巴拿馬運河，在30日橫過金門大橋，抵達三藩市軍港。稍後蘭道夫號加裝防空炮，並換上第12航空團。
1945年1月20日，蘭道夫號前往西太平洋，在26日抵達珍珠港。由於第五艦隊即將離港攻擊日本本土，故艦上水兵未有上岸休整。29日，蘭道夫號與薩拉托加號、碉堡山號、班寧頓號及貝勒森林號等艦前往烏利西環礁，在2月7日抵達。

## 第二次世界大戰

### 沖繩島、硫磺島與日本

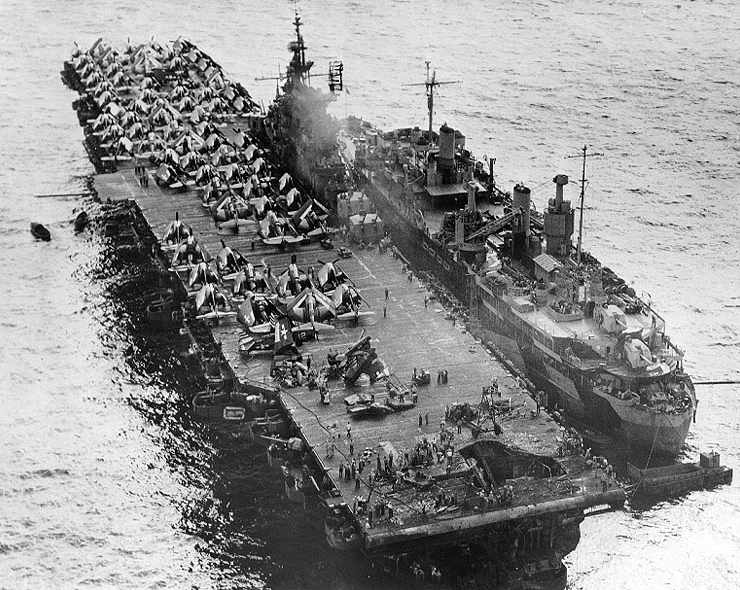
1945年3月11日，在烏利西休整的蘭道夫號被自殺飛機夜襲受損，被迫留港修理。相片攝於13日，可見艦艉的飛行甲板損毀清晰可見。

2月10日，蘭道夫號等離開烏利西，於15日與第58特遣艦隊會合。此時第五艦隊由斯普魯恩斯指揮，而第58特遣艦隊則由密茲契指揮。蘭道夫號編入第四分隊，由拉德福（Arthur W. Radford）少將指揮，同行艦尚有旗艦約克鎮號、蘭利號及卡伯特號。此時艦隊正往北前進，準備空襲東京。
2月16日，艦隊先派五波戰機，掃蕩東京灣一帶的機場。第三分隊的戰機率先抵達東京上空，又攻擊了港口設施；而第二分隊雖遭遇近百架日機攔截，但擊落近40架。中午密茲契派轟炸機空襲東京大田區等地的工廠；傍晚則派夜間戰鬥機攻擊機場。17日艦隊前往硫磺島，預備支援即將登陸的美軍。蘭道夫號所屬的第四分隊於當日攻擊了父島及母島；第二及第三分隊則到硫磺島以西，將直接支援搶灘的陸戰隊；其他分隊則往南補油。18日蘭道夫號等艦再次空襲父島，然後待命；美軍戰艦則連日炮擊岸上設施。
2月19日，美國陸戰隊開始登陸硫磺島，硫磺島戰役爆發。蘭道夫號的第四分隊與第一分隊於當日補給，要到20日才派飛機到硫磺島，支援登陸美軍。由於艦載機的凝固汽油彈大多未有爆炸，故效果不佳。日機整日斷續侵擾艦隊，但多次攻擊均告失敗。21日兩分隊空襲父島及母島；而第五分隊則加入日間戰鬥，支援灘頭部隊。薩拉托加號甫進入執勤海域，即遇襲受創，被迫撤返美國維修，自此未再參與戰鬥；俾斯麥海號更被自殺飛機擊沉，企業號因此要獨自擔任夜戰航空母艦，並連續174小時派出及回收飛機，直至3月2日。23日艦隊到外海補給，然後改道北上，再次空襲日本本土。
2月25日早上，艦隊派機隊空襲東京，卻因天氣惡劣，幾乎無功而返。下午密茲契中止所有飛行作業，欲改於次日空襲名古屋，然而海面天氣進一步惡化，翻起大浪，使艦隊無法及時進入攻擊範圍。26日早上，密茲契取消攻擊，命艦隊於次日補油，然後攻擊沖繩島；蘭道夫號的第四分隊則在補油後到烏利西休整，於3月1日抵達。
3月11日，正在停泊的蘭道夫號遭到日軍神風自殺飛機攻擊。當晚8時左右，一架銀河式轟炸機避過美軍的雷達偵測，在低空飛進環礁，然後由右舷撞入蘭道夫號的艦艉飛行甲板；所攜的一枚800公近炸彈亦同時爆炸，並點燃20毫米機炮的彈藥，引起大火。
美軍即時作最高警備，即時將環礁內所有軍艦的燈光關閉，並搜索敵機；而蘭道夫號的雖遭攻擊，但受創位置既非脆弱之處，艦上的滅火系統亦運作正常，且自殺飛機已幾近耗盡燃油，未有爆炸，故此減輕艦體損傷，大火亦在半夜後撲滅。攻擊造成26人死亡，三人失蹤及105人受傷。據戰後調查，宇垣纏共派出了24架轟炸機，遠道由鹿屋市起飛，但因機件故障及風暴，只有兩架成功抵烏利西；當中又有一架誤將小島當作美軍戰艦而撞毀。蘭道夫號因此要留港維修，而航空團則改到岸上操作飛機，攻擊附近的特魯克島及雅浦島。
3月14日，艦隊起程往攻擊日本，而蘭道夫號則繼續留在環礁修理。24日，第二分隊由前線返抵烏利西，分隊內的企業號、胡蜂號及富蘭克林號均在早前遭自殺飛機攻擊受創，而胡蜂號及富蘭克林號更要返國維修。分隊指揮戴維森在環礁內稍作休養，而波根（Gerald F. Bogan）少將則暫時指揮第二分隊，並以維修中的蘭道夫號為旗艦。
4月1日，蘭道夫號完成修理，當日陸戰隊登陸沖繩島，沖繩戰役爆發。5日蘭道夫號與企業號離港，並與英國皇家海軍的航空母艦艦隊一同前往沖繩。英軍艦隊在美國編屬第57特遣艦隊，有不撓號（HMS Indomitable, R92）、勝利號、不倦號（HMS Indefatigable, R10）、光輝號（HMS Illustrious, R87，或譯卓越號）、英王喬治五世號及何奧號等。6日英國艦隊前往攻擊石垣島及宮古島市，而蘭道夫號則前往會合第58特遣艦隊。
4月7日坊之岬海戰爆發，大和號被擊沉。蘭道夫號未能趕上參戰，在8日才與艦隊會合，並繼續支援沖繩島。戴維森此時重建第二分隊，以企業號為旗艦，下轄蘭道夫號及獨立號。由於日軍俘虜稱將在11日發動大規模自殺飛機攻擊，密茲契加緊戰機警備。11日日軍一如所料，在下午1時30分起大舉進攻；密蘇里號先於2時43分被一架自殺飛機擊中，受損不大；企業號於2時10分亦被自殺飛機擊中，爆炸起火，使甲板飛行作業停止48小時，再次撤返烏利西修理，使蘭道夫號再次擔任分隊旗艦；整日日軍共派出近185架自殺飛機。12日日軍集中空襲沖繩島的登陸艦隊，擊傷多艘美軍艦隻；同日羅斯福去世。
4月15日及16日，美軍艦隊空襲了九州的機場，而日軍再派自殺飛機反擊；16日下午無畏號被自殺飛機擊中，艦體大火，於次日撤返烏利西修理。由於航空母艦多有折損，第二分隊於16日再次解散，蘭道夫號及獨立號重編到薛曼指揮的第三分隊，同行艦有艾塞克斯號、碉堡山號及巴丹號。此後艦隊幾乎每日在沖繩外海與日軍自殺飛機交戰。24日香格里拉號加入第四分隊；而第一分隊於27日撤返烏利西休整。
5月6日，企業號再次與艦隊會合，而美軍與自殺飛機之對抗持續。11日上午，碉堡山號先後被兩架自殺飛機擊中，爆炸大火，多人死傷；密茲契將旗艦轉至企業號，而碉堡山號則返回美國修理。12日至13日，蘭道夫號等空襲了九州及四國。14日企業號再被自殺飛機攻擊重創，於16日撤返美國修理，而密茲契則被迫再次更改艦隊旗艦，暫時設於蘭道夫號，最終於18日設於香格里拉號。由於長期執勤，艦隊上下亟需休整，第三分隊於29日前往雷伊泰休整，於6月1日抵達；而海爾賽與麥凱恩於28日再次接替斯普魯恩斯及密茲契，分別指揮美軍艦隊及快速航空母艦，艦隊再次易名為第三艦隊。6月4日，颱風康妮（Typhoon Connie）吹襲沖繩東面海域；由於海爾賽起初採用錯誤迴避路徑，再加上麥凱恩未有及時批准第一分隊自由運動，使第一分隊所有航空母艦均有損傷，幸而人命損失不大。10日第一及第四分隊撤返雷伊泰，於13日抵達；而美軍於22日基本佔據了沖繩島。

### 日本

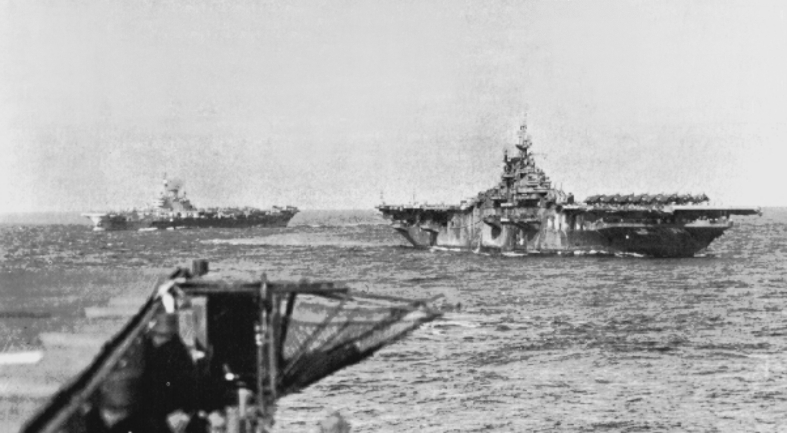
1945年8月30日，蘭道夫號（右）與皇家英國海軍的不倦號（左）在日本外海巡邏。此時戰爭已經結束，蘭道夫號等派飛機到日本搜索戰俘營，並空投補給品。三日後日本代表在密蘇里號上簽署和約。照片由胡蜂號拍攝。

7月1日，第三艦隊離港出發，往空襲日本本土。蘭道夫號再任波根指揮的第三分隊旗艦，同行艦有艾塞克斯號、提康德羅加號、蒙特利號及巴丹號。8日艦隊在沖繩外海會合，然後於10日空襲東京。攻擊後艦隊前往東北，欲於13日攻擊本州北部及北海道一帶，但因當日天氣惡劣延誤。
7月14日及15日，天氣好轉，艦隊大舉出擊，以轟炸B-29攻擊距離外的目標；相比沖繩作戰，日軍的反抗輕微，只有少量飛機有升空作戰，且均被擊落。艦隊空襲了室蘭市及函館等地，擊沉橘號，並擊傷柳號，且擊沉或擊傷數十艘運輸艦及汽車渡輪，阻止日軍運煤南下；而美軍及英軍戰艦則在同日炮擊沿岸的大型工廠。16日艦隊到外海補油，並與英國航空母艦（編入美軍第37特遣艦隊）會合。17至18日，艦隊再次空襲東京灣。首日天氣欠佳，空襲幾乎無效；次日天氣稍為好轉，艦隊隨即出擊，並集中攻擊長門號；最終長門號為約克鎮號重傷，一度認為已經擊沉。空襲後艦隊前往日本西南，於21日至22日補油。
7月24日、25日及28日，英美航空母艦艦隊前往轟炸瀨戶內海及吳市，集中攻擊日軍殘存軍艦，單在24日艦隊的出擊數便高達1,747架次，並擊沉伊勢號、日向號、榛名號、利根號、天城號、青葉號、大澱號、磐手號及出雲號；擊傷葛城號、龍鳳號、海鷹號及北上號。
7月31日艦隊出海迴避颱風，於8月初在海上補給。此時尼米茲截獲情報，指日軍正於本州以北集結自殺飛機及部隊，欲突破美軍防線，降落到馬里亞納的B-29基地，命艦隊即時前往攻擊；正當艦隊航行之際，小男孩原子彈於8月6日在廣島上空爆炸。8日艦隊本州北部的機場；同日蘇聯正式向日本宣戰。9日美軍在長崎上空投下胖子原子彈；而艦隊則在9日及10日再次空襲本州，摧毀超過251架轟炸機，擊傷另外141架，使日軍最後反擊破滅。11日艦隊到外海補油；此時日本開始考慮投降條款。12日艦隊迴避颱風，再於13日至15日空襲東京。15日中午，裕仁天皇宣佈日本投降，艦隊即時中止當日的第二波空襲，但繼續攔截接近艦隊的日機。
稍後蘭道夫號與艾塞克斯號加入第四分隊，留在日本近海執勤。8月25日，正在名古屋外海的蘭道夫號與其他航空母艦遭到颱風吹襲，令飛行甲板受損。27日至29日，蘭道夫號派飛機搜索陸上戰俘營，並在大阪及吳市等地空投補給。稍後蘭道夫號進入東京灣，並在橫須賀船廠卸載軍資。9月2日，日本代表在密蘇里號上簽署和約，蘭道夫號等艦派飛機飛越密蘇里號示威。
9月5日，蘭道夫號預備啟程返國，在11日返抵珍珠港休假，並在19日進入船廠維修。10月10日，蘭道夫號搭載飛機及1,200名乘客，與胡蜂號及蘭利號一同返國，於14日抵達巴拿馬運河。17日蘭道夫號在加勒比海離隊，加速前往諾福克，在21日抵達。稍後蘭道夫號前往巴爾的摩慶祝海軍日（Navy Day），於25日抵達。海軍日則在27日舉行。

## 戰後

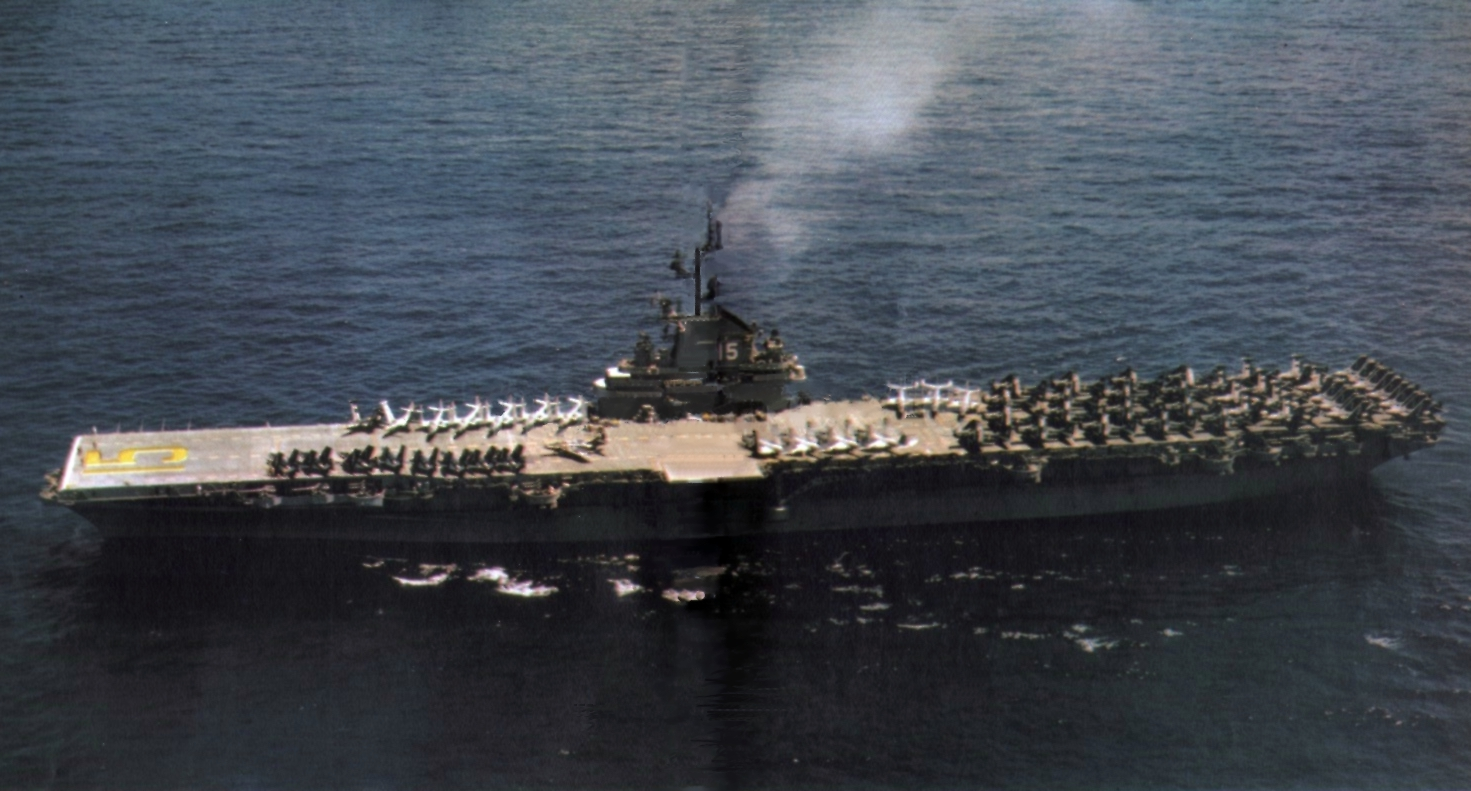
1954年，完成SCB-27A改建的蘭道夫號前往地中海巡航。

11月14日，蘭道夫號離開諾福克，參與魔毯行動（Operation Magic Carpet），往那不勒斯接載美軍返國，於12月1日返抵諾福克。6日蘭道夫號再次前往那不勒斯接載美軍，於25日返抵諾福克。
1946年10月22日，蘭道夫號離港，前往地中海巡航，在12月1日抵達貝魯特。4日蘭道夫號前往雅典比雷埃夫斯，但因通道狹窄而無法進入港內停泊，使艦隊的儀式多要改到法戈號進行。稍後蘭道夫號前往馬爾他，在10日進入瓦萊塔，然後預備返國。21日蘭道夫號返抵羅得島州昆錫點海軍基地（Quonset Point）。
1947年2月2日，蘭道夫號前往大西洋演習；同行艦有羅斯福號、密蘇里號、休士頓號（USS Houston, CL-81）、普洛維登斯號（USS Providence, CL-82）及代頓號（USS Dayton, CL-105）等。艦隊前往亞速群島西南700哩海域，模擬受地中海的敵軍艦隊攻擊（由地中海第六艦隊扮演）。演習於19日結束，實力佔優的大西洋第二艦隊勝出。稍後蘭道夫號到加勒比海訓練，在28日進入千里達西班牙港。
3月9日，蘭道夫號等艦前往波多黎各，模擬兩棲登陸攻擊。當日密蘇里號等炮擊了庫萊布拉島（Culebra）；而2,000名陸戰隊則在13日登陸，並「佔據」該處。演習後蘭道夫號返回母港，在19日抵達昆錫點，稍後則到諾福克維修。
6月7日，蘭道夫號搭載美國海軍學院學生，前往北歐訪問，並沿途考核官兵。蘭道夫號先前往亞速，然後北上，在23日抵達蘇格蘭北部的羅塞斯（Rosyth）港口。28日蘭道夫號前往瑞典哥德堡，在兩日後抵達，並休假數天。7月5日蘭道夫號前往英國，繞道蘇格蘭北部及愛爾蘭海，最後在9日於樸次茅夫海軍基地停泊。稍後蘭道夫號啟程返國，先後途經關塔那摩及庫萊布拉，於8月11日返抵諾福克。

## 退役及兩次改建

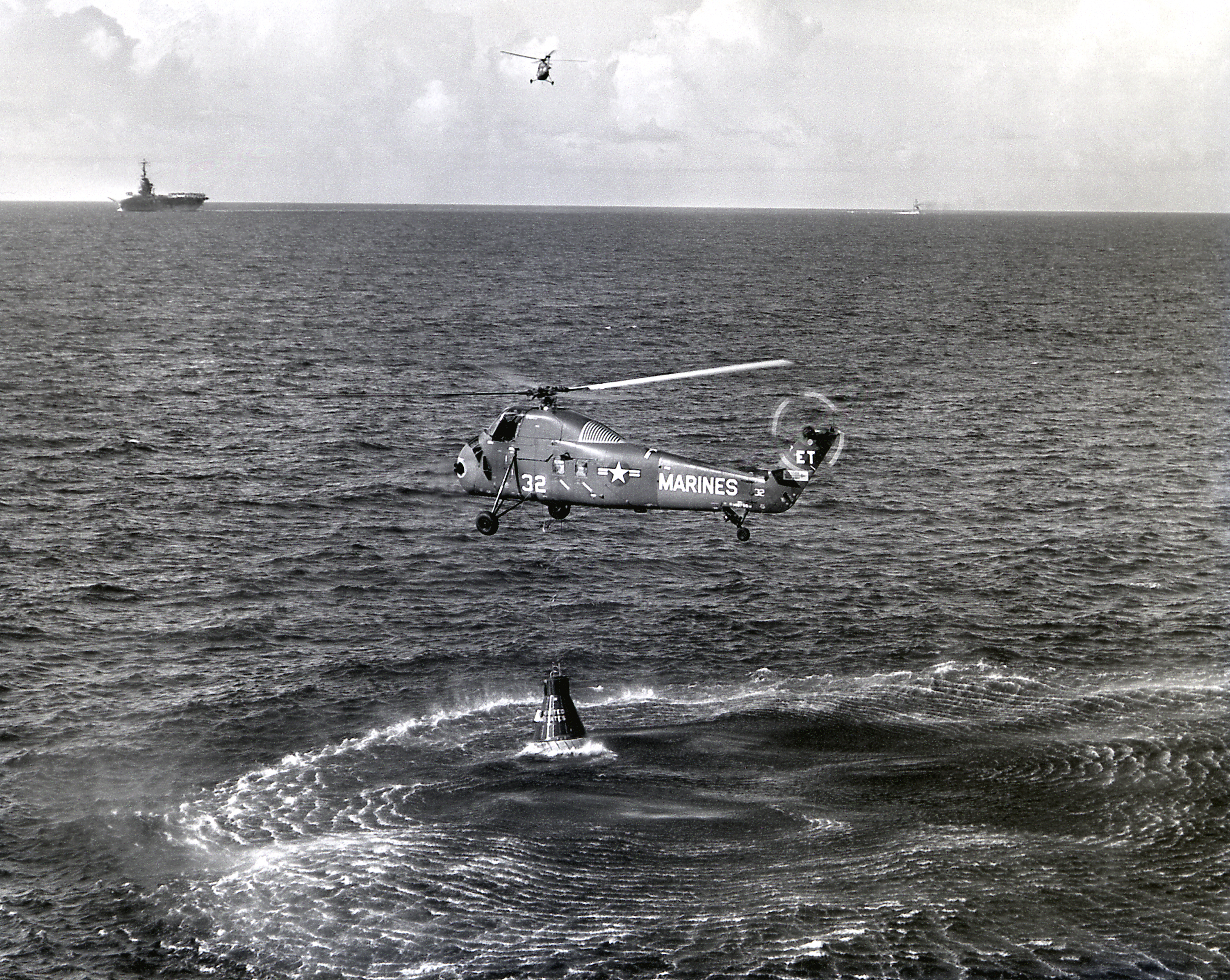
1961年7月21日，直升機試圖將自由鐘7號吊起，但最終失敗。此時格里森已登上後方直升機，飛往背景左方的蘭道夫號。

1948年2月25日，蘭道夫號退役，並到費城加入後備艦隊封存。此時海軍正打算為艾塞克斯級作SCB-27A現代化改建，但因經費不足，而未有大規模執行。1950年韓戰爆發，海軍經費復增，海軍決定改建蘭道夫號。1951年6月22日，蘭道夫號進入紐波特紐斯造船廠改建；期間1952年10月1日，蘭道夫號被重編為攻擊航母（CVA-15）。1953年6月，蘭道夫號完成改建，並在7月1日重返現役，設母港於諾福克。
1953年8月，蘭道夫號到加勒比海試航，在11月27日返抵諾福克，並預備到地中海巡航。
1954年2月3日，蘭道夫號離開諾福克，前往地中海，與北約海軍進行演習。期間先後到訪直布羅陀、塞薩洛尼基、熱那亞、那不勒斯、華倫西亞、戛纳、阿爾及爾、塔蘭托、馬賽及巴勒莫等地，於8月4日返抵諾福克。9月颶風艾德納吹襲美國東岸，令在近海的蘭道夫號受損，要進入船廠維修。
11月30日，蘭道夫號再次前往地中海，先在直布羅陀接替返國的珊瑚海號，然後到訪華倫西亞、巴塞隆拿、奧蘭、巴勒莫、雅典、伊斯坦堡、戛纳、那不勒斯及里斯本等地，沿途與北約各國海軍演習。1955年6月8日，蘭道夫號在直布羅陀由無畏號接替，在18日返抵諾福克，隨即進入船廠，作SCB-125改建，增設斜角飛行甲板及封閉艦艏。改建在1956年1月完成。稍後蘭道夫號與漢考克號安裝了RGM-6飛彈，在下次巡航使用。

## 大西洋艦隊
7月14日，蘭道夫號前往地中海巡航。10月29日，以色列突襲埃及，第二次中東戰爭爆發。蘭道夫號在蘇伊士運河附近作中立巡航，並為撤離亞歷山大港的美國外交人員提供掩護。戰爭於11月7日結束，而蘭道夫號則在1957年2月19日返抵美國，並在稍後到紐約短暫開放參觀。
7月1日，蘭道夫號再次前往地中海巡航，於1958年2月24日返回美國。1958年7月14日，伊拉克爆發七月十四日革命，親西方的哈希姆王朝被推翻，阿拉伯民族主義席捲中東，先後在黎巴嫩及約旦等地引發政治危機。蘭道夫號因此再次預備到地中海。
9月2日，蘭道夫號離開美國，前往地中海警備。其時中東局勢已開始降溫，但敘利亞局勢仍舊緊張。蘭道夫號前往東地中海巡邏，於19日抵達羅得島。稍後蘭道夫號前往雅典，然後航向西地中海，在10月14日抵達戛纳。稍後蘭道夫號分別到訪塔蘭托、馬爾他、那不勒斯、羅馬及華倫西亞；而期間丘吉爾曾登艦參觀。蘭道夫號於1959年3月12日返抵美國。

## 反潛航母

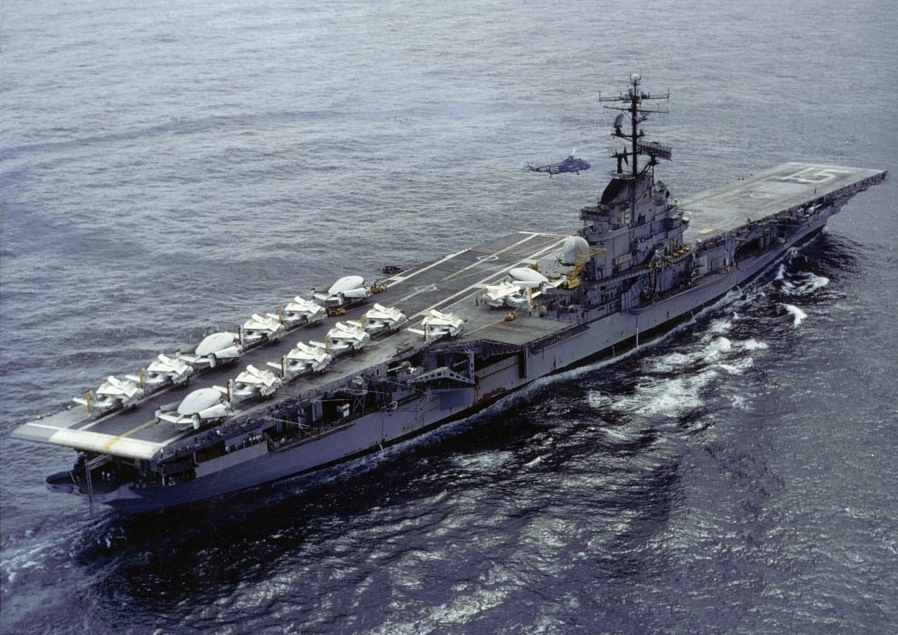
1967年，蘭道夫號搭載反潛飛機，最後一次前往地中海巡航。

1959年3月31日，蘭道夫號被重編為反潛航母（CVS-15），進入船廠改裝。5月至6月，蘭道夫號在美國東海岸試航，並進行反潛演習。1960年7月至8月，蘭道夫號到加勒比海巡航，然後進入船廠，進行現代化改建計畫（Fleet Rehabilitation and Modernization, FRAM II），以延長服役壽命。改建在1961年3月完成。
1961年4月17日，豬灣事件發生。由於流亡軍入侵失敗，美國古巴關係緊張，20日蘭道夫號前往加勒比海警備，到6月15日才返回諾福克。
7月蘭道夫號離港，預備回收水星-紅石4號的太空艙，亦即著名的自由鐘7號。22日，自由鐘7號濺落，直升機隨即前往搜救；但當直升機抵達太空艙附近時，太空艙安全艙口突然彈開，海水湧入艙內，艙內的維吉爾·格里森趕忙逃出。直升機嘗試打撈將近沒頂的太空艙，但因太空艙注水過重，最終被迫放棄；而格里森則由另一架直升機救返蘭道夫號。8月蘭道夫號返回母港，稍後則一直留在近岸活動。
1962年1月，蘭道夫號前往南大西洋，並在2月20日回收了水星-大力神6號的太空艙，救起太空人約翰·格倫。3月蘭道夫號返抵母港，並在近岸執勤。6月7日，蘭道夫號再次前往地中海巡邏，在8月31日返回母港。
10月，蘇聯於古巴建造導彈基地一事曝光，古巴導彈危機爆發。正在母港的蘭道夫號即時前往加勒比海，並在26日加入封鎖古巴，同時追蹤蘇聯潛艇。27日，美軍驅逐艦向蘇聯潛艇B-59投下警告性深水炸彈，幾乎令潛艇發射核彈，引發核戰。稍後危機降溫，蘭道夫號則在11月30日返回諾福克，並進入船廠維修。
1963年3月，蘭道夫號完成維修，在接著整年，均留在大西洋執勤，並在7月至8月搭載海軍學院學生到加勒比海考核。1964年3月至8月，蘭道夫號前往地中海演習，並在8月27日進入朴次茅斯的船廠維修。維修於1965年1月29日完成。
2月開始，蘭道夫號在大西洋作反潛巡航，然後再次前往地中海，在9月返抵美國。1966年5月16日至9月2日，蘭道夫號前往北歐巡航，並訪問多個港口。10月7日至11月14日，蘭道夫號在波士頓船廠維修，然後到加勒比海訓練。
1967年9月27日，蘭道夫號最後一次到地中海巡航，並與美軍艦隊在海上演習，於12月17日返抵美國。1968年8月7日，海軍宣佈蘭道夫號即將退役。

## 結局
1969年2月13日，蘭道夫號在波士頓船廠退役，並拖到費城封存。1973年6月1日，蘭道夫號除籍，並在1975年5月15日以1,560,000美金出售拆解。
蘭道夫號在二戰中獲得三顆戰鬥之星。